# Phragmipedium klotzschianum
Phragmipedium klotzschianum é uma espécie de orquídea terrestre, família Orchidaceae, que habita a Guiana, Venezuela e norte do Brasil.